# بونتشيوني دي أرزو
بونتشيوني دي أرزو (بالإنجليزية: Poncione d'Arzo)‏ هو أحد جبال سلسلة جبال الألب لوغانو ويقع في كانتون تيسينو في سويسرا. يحتل المرتبة رقم 442 في قائمة جبال سويسرا من حيث الارتفاع، إذ يبلغ ارتفاعه حوالي 1015 متر، بينما يبلغ ارتفاع نتوء الجبل 345 متر.